# Абидосская династия
Абидосская династия — династия фараонов Древнего Египта, правившая в части Верхнего Египта во время Второго переходного периода около 1650—1600 годов до н. э.
В отличие от других династий, которые были пронумерованы Манефоном, эта номера не имеет.

## История династии

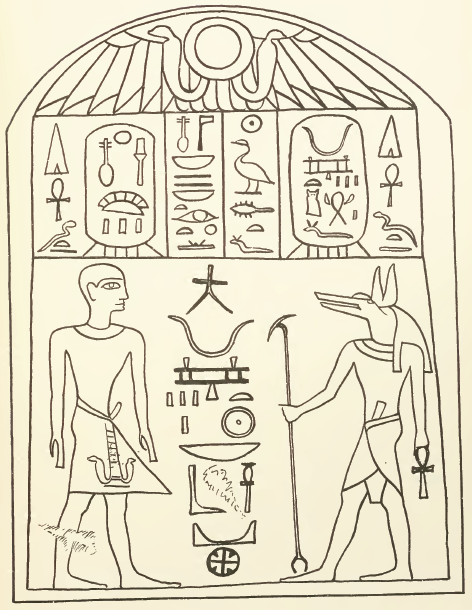
Стела фараона Уэпуауэтемсафа, который, возможно, принадлежал к Абидосской династии

То, что такая династия в Абидосе существовала, впервые предположил Детлеф Франке в 1988 году. В 1997 году египтолог Ким Рихольт подробно разобрал данные о династии, существовавшей параллельно XV (гиксосской) и XVI (фиванской) династиям. Он же отнёс к данной династии несколько фараонов.
Его выводы подтвердились в январе 2014 года, когда археологи под руководством Джозефа Вегнера в Абидосе обнаружили гробницу ранее неизвестного фараона по имени Сенебкай, построенную около 1650 года до н. э.
Династия, вероятно, была местного происхождения, и её правители были независимы от гиксосов. Поскольку гробница Сенебкая имеет небольшие размеры, династия, вероятно, имела ограниченные ресурсы. Область, подвластная династии, располагалась между владениями фараонов XV (гиксосской) и XVI/XVII (фиванских) династий.
Царский некрополь располагается в южной части Абидоса — в районе, называемом гора Анубиса. Рядом находятся могилы фараонов Среднего царства, в том числе Сенусерта III (XII династия) и Себекхотепа I (XIII династия).
По мнению археологов, есть доказательства существования 16 царских гробниц, датируемых периодом около 1650—1600 годов до н. э. Сенебкай, вероятно, был одним из первых фараонов династии. Его имя, возможно, присутствует в повреждённой части Туринского царского списка, в котором есть два фараона с именем Уосер…ра, располагающихся в начале списка фараонов, имена которых утеряны.
В 2025 году в абидосском некрополе была обнаружена большая гробница возрастом 3,6 тыс. лет, имеющая общие черты с найденной ранее гробницей фараона Сенебкая. Из-за действий древних грабителей иероглифы с именем правителя в гробнице стали нечитаемыми и опознаваемых останков скелета внутри не было найдено, но несмотря на это археологи считают, что в ней мог быть похоронен фараон Сенааиб или фараон Пэнтджени из Абидосской династии.

## Представители династии
- Сенебкай
- Уэпуауэтемсаф
- Пентини
- Сенааиб